# Royal Falcon
Royal Falcon var ett charterflygbolag, baserat i Amman, Jordanien. 

## Historia
Royal Falcon grundades 2007 efter ett initiativ av Kung Abdullah II av Jordanien. Flygbolaget blev Jordaniens andra flygbolaget. År 2009 omstrukturerades Royal Falcon till att bli ett renodlat charterflygbolag, men skulle fortfarande flyga på uppdrag av kungen. Samtidigt började företaget förnya sin flotta och öppnade nya rutter. Dess bas var Ammans civila flygplats. Flygbolaget avvecklades 2016. 
Royal Falcon hade ett systerbolag, Jordan International Air Cargo.

## Destinationer
I juni 2011 hade Royal Falcon följande destinationer:
Irak
- Najaf - Al Najaf Internationella flygplats

Jordanien
- Amman - Amman Civila Flygplats
- Amman - Queen Alia Internationella flygplats

Saudiarabien
- Jeddah - King Abdulaziz Internationella flygplats
- Medina - Prince Mohammad Bin Abdulaziz flygplats

Sverige
- Stockholm - Stockholm Arlanda Airport [Flygbolaget hade i september 2012 inte längre några flygningar till Arlanda.]

Förenade Arabemiraten
- Abu Dhabi - Abu Dhabi Internationella flygplats

## Flotta
I december 2011 hade Royal Falcon följande flyg i sin flotta:
- 1 Airbus A320-212
- 1 Boeing 737-400